# 中美白银协定
《中美白银协定》，又称《中美货币协定》，是中华民国国民政府与美利坚合众国政府于1936年5月15日以备忘录和换文形式达成的外交条约，其旨在协调中美两国的货币政策，允许中国政府向美国政府出售白银以换取外汇，并最终稳定法币信用。

## 背景
1934年在美国购银法案出台后，国际银价一路飙升，严重冲击了以银本位为主的中国货币体系，中国出现严重的货币外流和通货紧缩，国家经济濒临崩溃，史称“白银风潮”。为了挽回局面，国民政府开始限制白银出口，由于缺乏外汇、外资偷运和日本走私等因素，国民政府尚未有能力确保法币的信用，因此在法币发行前后和英美等国进行货币谈判以获取外汇。
由于中国国内经济危机形势紧迫而美国政府态度不明朗，当时的中国财长孔祥熙在10月26日指示驻美大使施肇基以公开市场抛售白银为要挟推动谈判，28日施肇基会见美国财政部长摩根韬，双方达成初步共识：美国政府将在公开市场购买1亿盎司中国白银，但是组建要求一个由美国人主导的货币平准委员会，并且中国发行的准备金应该存在纽约，新货币需要与美元挂钩，和黄金、白银保持固定汇率。中国政府在获得美国政府允诺后，随即在11月2日突然宣布法币改革，但法币改革并未提前告知美国，且内容并没有按照此前的约定大相径庭，因此美国政府怀疑中国和英国达成了新的协议，因此美国政府打算打压公开市场白银价格以迫使中国政府在货币改革上让步。12月9日，美国突然宣布停止在伦敦市场购买白银，由于无人接盘，白银价格在月内暴跌25%，伦敦市场陷入恐慌，中国通过出售白银换取外汇的计划也陷于停滞。

## 谈判
1936年1月21日，孔祥熙再度电告施肇基，要求其说服美国政府支持银价以援助中国财政，28日更是告诉施肇基“我们极愿在白银问题上与美国政府进行合作”。最初国民政府计划派遣宋子文或孔祥熙到美国求援，然而由于美国国务院担心此行为日本、英国所猜忌，因此请求国民政府改派一名财政专家，国民政府于是选定当时的江浙财团领袖、上海银行创始人陈光甫赴美国谈判，陈光甫于3月13日由上海出发，4月7日抵达美国，美国财长摩根韬对外宣称此次来访仅仅是为了交换货币改革的意见，陈光甫也再三声称自己只是讨论一般财政问题，但此等欲盖弥彰之举让市场横生猜测。
由于谈判秘密进行，因此条约内容也没有获得公布，并且由于国务院认为此事不在自己外交事权内，因此条约是以备忘录和换文形式达成。根据中国谈判代表郭秉文回国报告透露，谈判在一开始并不顺利，陈光甫希望先讨论白银出售及银价问题，然而摩根韬则希望中国能够先保证法币不与英镑挂钩及扩大中国国内白银用途，否则视作中国无诚意进行谈判，由于双方相持不下，陈光甫等人只能先拿出诚意作出让步。中美双方于5月15日达成协定，中美双方曾约定协议内容保密，仅有两国财长发表声明表示同意。协议公开内容主要分为7点：1. 中国货币保持独立，不与世界任何一种货币挂钩；2. 中国除金汇兑外保留25%的白银储备；3. 中国取消国内白银在艺术、工业用途的限制；4. 中国维持铸造5角和1元银币；5. 美国承诺购买7500万盎司中国白银，另5000万盎司白银作为2000万美元贷款担保；6. 中国将白银在8个月内分批运抵美国；7. 白银价格分批定价，如果遇到涨价则向公开市场出售。根据协议，国民政府也调整了自己的法币政策，原先孔祥熙坚持的白银国有化政策改为发行72%银币，货币发行准备金在陈光甫倡议下也改为25%白银，实际上回到没有与白银脱钩的状态，但在陈光甫争取下美国政府增加了原先拟定的白银购买量。

## 国际反应
英国媒体将这一协定视作法币脱离英镑集团，认为1935年法币改革受到李滋罗斯影响本已将中国拉到英国阵营，但美国人临门一脚令英国功亏一篑，却又是无可奈何，在协议宣布后《泰晤士报》还提出英国、法国、美国三国就中国货币问题达成协议，然而并没有多少响应。日本在天羽声明后将中国视作禁脔，然而中国政府法币改革求助于英美的行为令其大为光火，由于日本在金融上无力与美国相抗衡，因此转而坚定了武装侵略中国的政策。日本在谈判期间就派出了财政专员富田洋太郎到华盛顿企图阻挠，然而在美国支持下陈光甫在华盛顿没有屈服于富田洋太郎的压力，反而要求日本政府配合改革，美国财长摩根韬也在与富田洋太郎的会谈中支持中国、批评日本。